# Erica longifolia
Erica longifolia är en ljungväxtart som beskrevs av James Donn. Erica longifolia ingår i släktet klockljungssläktet, och familjen ljungväxter. Inga underarter finns listade i Catalogue of Life.